# كوتاجارفي
كوتاجارفي هي عبارة عن بحيرة متوسطة الحجم تقع في منطقة تجمعات المياه الرئيسي كيميجوكي. وهذه البحيرة تقع في المنطقة الشمالية سافونيا في دولة فنلندا. وتبلغ مساحاتها حوالي 10.661 كيلومتر مربع.